# الميعاد (فلم)
الميعاد فيلم دراما مصري  للمخرج أحمد كامل مرسي عام 1955 قام بكتابة القصة والسيناريو والحوار محمد كامل حسن المحامي. الفيلم من بطولة ماجدة وكمال حسين وعبد الوارث عسر وصلاح نظمي  وتدور الأحداث حول ثلاثة من المهندسين تختلف أساليبهم في الحياة واتفاقهم على موعد ورهان بعد مرور خمس سنوات للوقوف على من سلك الطريق الأمثل للنجاح.
صدر الفيلم إلى دور العرض المصرية في 11 نوفمبر 1955.

## طاقم التمثيل
ماجدة: في دور فاطمة عبد الحميد
كمال حسين: في دور كمال شاكر (مهندس)
عبد الوارث عسر: في دور عبد الحميد (وجل الأعمال)
تحية كاريوكا: في دور تحية (الراقصة)
صلاح نظمي: في دور نظمي (المقاول)
سعيد أبو بكر: في دور سعيد (سكرتير المهندس كمال شاكر)
محمود عزمي: في دور عبد الرحمن (سكرتير المقاول نظمي)
سناء جميل: في دور سناء (صديقة نظمي)
محمد توفيق: في دور توفيق (مهندس وزميل كمال)
أحمد لوكسر: في دور نجاتي حامد (عميل مكتب نظمي المقاول)

## أحداث الفيلم
تبدأ الأحداث عام 1949 عندما يلتقي المهندسين الثلاثة: نظمي (صلاح نظمي) وتوفيق (محمد توفيق) وكمال (كمال حسين) بعد مرور ثلاثة سنوات على تخرجهم من كلية الهندسة وكل منهم يشرح نظريته في الحياة. يدعي نظمي الذي أفتتح مكتباً للمقاولات أن الدعاية والكذب تخدع العملاء ليتكسب منهم، بينما يشرع كمال في عمل إختراع لتنقية المياه التي تتسبب بشوائبها في كثير من الأمراض، ويؤمن توفيق بأن الطريق الأسهل هو العثور على الزوجة الثرية، يتفق الثلاثة على اللقاء بعد مرور خمس سنوات وبالتحديد في يوم 23 يناير 1954 لمعرفة أي منهم قد نجح في حياته.
تمر السنوات الخمس وفي موقع اللقاء نجد كمال مع مساعده سعيد (سعيد أبو بكر) في حالة مزرية وهم عازمين على الإعتراف بالفشل، وأثناء انتظارهم تحاول فتاة جميلة الانتحار، ويقوم كمال بمنعها والخروج بها عن مكان اللقاء بينما ينتظر سعيد قدوم نظمي. يأتي نظمي وبصحبته مساعده عبد الرحمن (محمود عزمي)، ويدعي سعيد أن كمال سافر إلى البرازيل حيث باع لحكومتها اختراعه وينعم الآن بالثراء الواسع، ويصدق نظمي وعبد الرحمن هذه القصة ويلتمسوا من سعيد أن يقوم بإقناع كمال بالانضمام لشركتهم، وقبل مغادرتهم لموقع اللقاء يظهر الزميل الثالث توفيق الذي تزوج من امرأة ثرية ليحقق أحلامه.
يلتقي كمال ونظمي مع رجل الأعمال الثري عبد الحميد (عبد الوارث عسر) في ملهى ليلي حيث ترقص تحية (تحية كاريوكا)، ويعرف كمال أن نظمي سوف يتزوج ابنة الثري عبد الحميد، ويكتشف أن هذه الابنة هي فاطمة (ماجدة) التي كانت تحاول الانتحار، ويكتشف ان نظمي يضغط على والدها ببعض المستندات التي يحتفظ بها في خزانته والتي يمكن أن تدين عبد الحميد بقتل شقيقه. وبمساعدة تحية يتمكن كمال من الحصول على المستندات بينما يظن نظمي ان مساعده عبد الرحمن هو من استولى على هذه الادلة الهامة، ويقوم نظمي باطلاق الرصاص عليه ليسقط قتيلاً.

## روابط خارجية
- مقالات تستعمل روابط فنية بلا صلة مع ويكي بيانات
- الميعاد على موقع الدهليز
- الميعاد على موقع كاروهات